# Pluto (trpasličí planeta)
Pluto, oficiální označení (134340) Pluto a se symboly  nebo , je největší a po Eris druhou nejhmotnější známou trpasličí planetou sluneční soustavy. Zároveň se jedná o deváté největší a desáté nejhmotnější známé těleso, které obíhá přímo okolo Slunce. Roku 1930 ho objevil americký astronom Clyde Tombaugh. Toto kosmické těleso astronomové původně řadili mezi planety, ovšem po změně definice pojmu „planeta“, ke kterému došlo během 26. valného shromáždění Mezinárodní astronomické unie v Praze v roce 2006, bylo zařazeno mezi trpasličí planety a plutoidy.
Pluto se, podobně jako i další objekty Kuiperova pásu, skládá především z kamenných materiálů a ledu. Jde o poměrně malé těleso, které má přibližně pětinu hmotnosti Měsíce a třetinu jeho objemu. Obíhá po vysoce výstřední a nakloněné dráze. Jeho vzdálenost od Slunce se pohybuje mezi 30 a 49 astronomickými jednotkami (au) (tj. 4,4–7,4 miliard km). V pravidelných intervalech se tak ocitá blíže Slunci než poslední planeta sluneční soustavy – Neptun. V současné době (roku 2023) se nachází asi 36 au od Slunce.[zdroj⁠?!]
Pluto byl klasifikován jako planeta sluneční soustavy od svého objevu až do roku 2006. Jeho status však byl zpochybňován již od konce 70. let 20. století, kdy byla objevena vzdálená planetka (2060) Chiron a kdy také astronomové přesněji poznali jeho malou hmotnost. Na přelomu tisíciletí bylo objeveno mnoho transneptunických objektů, zejména pak roku 2005 těleso rozptýleného disku Eris, které je asi o 27 % hmotnější než Pluto. Dne 24. srpna 2006 pak Mezinárodní astronomická unie (IAU) na svém astronomickém kongresu v Praze přijala novou definici planety, která Pluto z této společnosti vyloučila, a ustanovila nový typ těles, trpasličí planety, kam vedle Pluta zařadila též Eris a těleso hlavního pásu Ceres. Následně byl Pluto také zapsán do seznamu planetek, a to pod katalogovým číslem 134340. Přesto však někteří astronomové stále zastávají názor, že Pluto by měl patřit mezi planety.
Pluto má pět známých měsíců. Největší, Charon, byl objeven roku 1978, další dva, Nix a Hydra, následovaly až roku 2005. Další dva malé měsíce, Kerberos a Styx byly objeveny v letech 2011 a 2012. Protože hmotný střed soustavy Pluto — Charon leží mezi těmito tělesy a nikoliv pod povrchem jednoho z nich, hovoří se o nich někdy jako o binárním tělese. IAU však zatím nepřijala formální definici binární trpasličí planety, a proto je Charon oficiálně klasifikován jako satelit Pluta.

## Objev

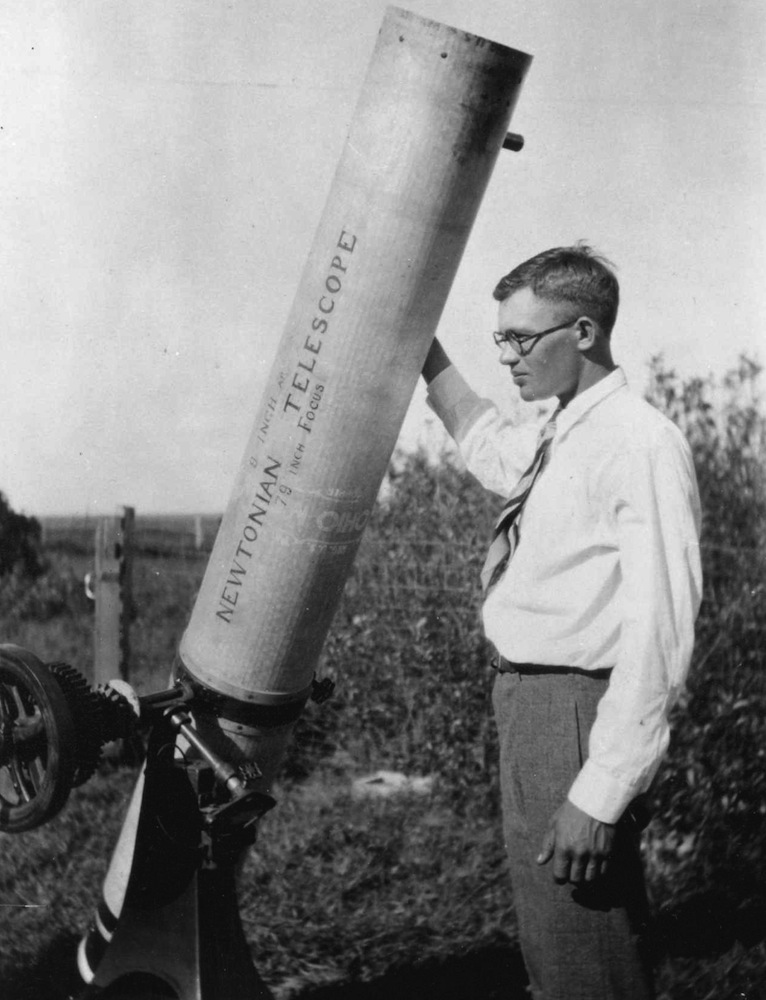
Clyde W. Tombaugh, objevitel Pluta

Ve 40. letech 19. století analyzoval francouzský matematik Urbain Le Verrier nepravidelnosti v oběžné dráze Uranu a pomocí zákonů klasické mechaniky předpověděl pozici tehdy ještě neobjevené planety Neptun. Na konci 19. století však astronomové opět pozorovali drobné odchylky od Uranovy vypočítané dráhy, což znovu vedlo ke spekulacím, že musí být ve svém oběhu rušen ještě další, zatím neznámou planetou.
Percival Lowell, americký astronom a bohatý obchodník, který roku 1894 založil Lowellovu observatoř ve Flagstaffu v Arizoně, začal roku 1906 pracovat na rozsáhlém projektu, jehož cílem bylo najít případnou devátou planetu, kterou nazýval „Planeta X“. Roku 1909 už měli s dalším astronomem Williamem H. Pickeringem vytipováno na obloze několikero souřadnic, na nichž by se mohla nacházet. Hledání přesto nepřinášelo žádné výsledky. Lowell a jeho observatoř v něm přesto pokračovali až do jeho smrti roku 1916. Lowell nevěděl, že 19. března 1915 jeho observatoř pořídila dva matné snímky s Plutem, ovšem těleso na nich zůstalo nerozpoznáno. Navíc Lowell nebyl jediný, komu se něco takového nevědomky podařilo. Celkem je známo 16 předobjevových fotografií Pluta, přičemž nejstarší z nich byla pořízena na Yerkesově observatoři ve Williams Bay ve Wisconsinu, a to již 20. srpna 1909.
Po Lowellově smrti následovala desetiletá právní bitva s jeho vdovou, Constance Lowellovou, která zpochybnila jeho poslední vůli, v níž observatoři odkázal 1 milión dolarů. Většina této částky však padla na soudní výlohy a hledání Planety X se tak znovu rozběhlo až roku 1929, kdy se ho ujal Clyde Tombaugh, kterého za tímto účelem pozval ředitel hvězdárny Vesto Melvin Slipher, jehož zaujaly Tombaughovy precizní astronomické náčrty.
Tombaughovým úkolem bylo systematické fotografování noční oblohy. Každý snímek pořídil dvakrát v určitém časovém rozmezí. Následně se dvojice snímků porovnávaly, zda na nich nějaký objekt nezměnil svou pozici. Díky přístroji nazývaném blink komparátor mohl při prohlížení fotografických desek rychle přecházet tam a zpět, čímž se u objektů, jež změnily svou pozici, vyvolávala iluze jejich pohybu. 18. února 1930, téměř po roce hledání, nakonec Tombaugh nalezl pohybující se těleso na deskách pořízených 23. a 29. ledna toho roku. Jedna méně kvalitní fotografie byla pořízena také 21. ledna. Poté, co se objev potvrdil ještě i na dalších snímcích, zaslala o něm 13. března 1930 hvězdárna zprávu do Harvard College Observatory.

### Jméno

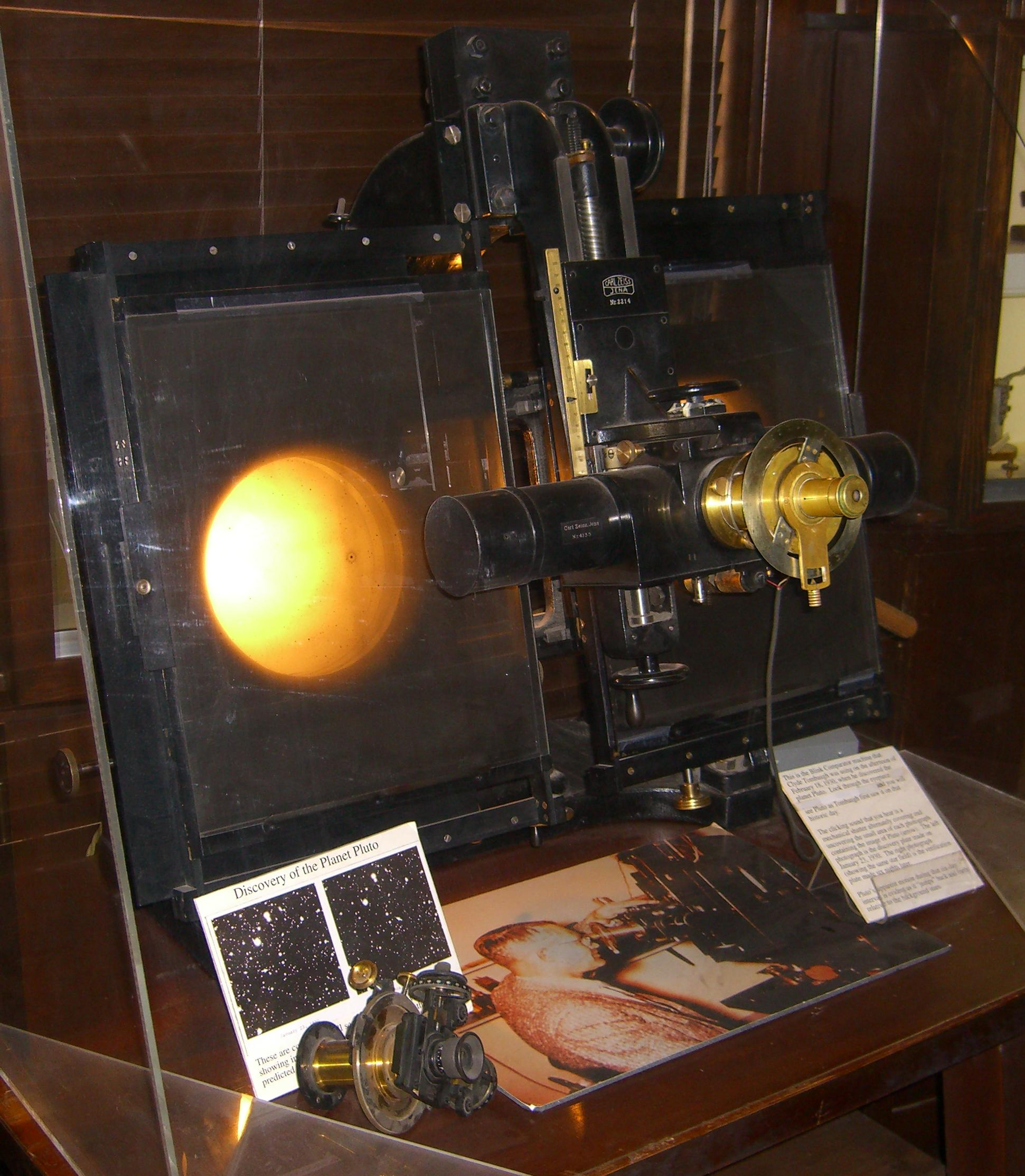
Tzv. blink komparátor, pomocí něhož byl Pluto objeven

Objev Pluta měl obrovský ohlas po celém světě. Lowellova observatoř, která měla právo těleso pojmenovat, obdržela z celého světa nesčetně návrhů, zahrnujících mj. jména jako Odin, Persephone, Erebos, Atlas či Prometheus. Constance Lowellová navrhovala Zeus, a později Percival po svém manželovi a dokonce Constance po sobě. Všechny tyto návrhy byly zamítnuty, a astronomové Lowellovy observatoře nakonec volili hlasováním z užšího okruhu pouhých tří návrhů: Minerva, římská bohyně moudrosti, Cronus, anglický přepis jména jednoho z Titánů, a Pluto, římský bůh podsvětí. První uvedené jméno však již patřilo planetce (93) Minerva.
V hlasování nakonec astronomové jednomyslně vybrali Pluta, jehož jméno navrhla jedenáctiletá školačka Venetie Burneyová z Oxfordu. Oficiálně byl objekt pojmenován 24. března 1930. Veřejnosti byl nový název oznámen 1. května 1930.
Roli při výběru jména sehrál také fakt, že jeho počáteční dvě písmena jsou iniciálami Percivala Lowella. Jeden symbol pro Pluto, , byl vytvořen složením písmen P a L. Druhý symbol, , a podobá se symbolu Neptunu (); nejviditelnějším rozdílem je kroužek místo prostředního hrotu trojzubce.
Jméno se mezi veřejností brzy vžilo. Ještě téhož roku Walt Disney představil kresleného psa Pluta, společníka Mickey Mouse. O dva roky později pak Glenn T. Seaborg pojmenoval nově objevený chemický prvek plutonium (podobně jako již předtím byly jiné prvky pojmenovány po nově objevených planetách, a sice uran a neptunium).
V českém jazyce se název Pluto užívá v mužském rodě neživotném i v rodě středním. Varianta mužského rodu vyplývá z faktu, že název tělesa je odvozen od mužského jména zmíněného boha podsvětí. Slovník spisovné češtiny i Pravidla českého pravopisu v pravopisném slovníku uvádějí mužský rod a akademické vydání Pravidel českého pravopisu uvádí obě varianty. Internetová jazyková příručka Ústavu pro jazyk český AV ČR uvádí rod mužský a připouští i rod střední s poznámkou, že tento je v úzu častý zčásti vlivem koncovky „-o“ a zčásti proto, že se ztrácí povědomí o původu názvu.

### „Planeta X“
| Rok  | Hmotnost   | Poznámka             |
| ---- | ---------- | -------------------- |
| 1931 | 1 Země     | Nicholson & Mayall   |
| 1948 | 0,1 Země   | Kuiper               |
| 1976 | 0,01 Země  | Cruikshank et al.    |
| 1978 | 0,002 Země | Christy & Harrington |

Myšlenka, že Pluto je hledanou planetou X, začala získávat trhliny hned po jeho objevu. Pluto měl totiž velmi malou jasnost a také i v poměrně velkém dalekohledu se stále jevil jen jako bod. Odhady jeho hmotnosti byly v průběhu 20. století několikrát významně opraveny, přesněji však mohla být stanovena teprve až po objevu jeho měsíce Charona, kdy astronomové s pomocí 3. Keplerova zákona dospěli k hodnotě 0,2 % hmotnosti Země. Taková hmotnost byla příliš nízká na to, aby mohla vysvětlit pozorované odchylky v oběžné dráze Uranu. Následovaly tedy další pokusy nalézt planetu X (které se začalo říkat též „Transpluto“), která by je mohla způsobovat, ovšem bez úspěchu. Roku 1992 pak americký astronom E. Myles Standish s využitím údajů získaných během průletu sondy Voyager 2 kolem Neptunu přepočítal hmotnost této obří planety a obdržel hodnotu o 0,5 % nižší, než se dříve udávalo. To současně znamenalo změnu v jeho uvažovaném gravitačním vlivu. Novým výpočtům se pak Uran již na své oběžné dráze nijak nevymykal. Pluto tedy sice byl nalezen poměrně blízko místa, kde Lowell na základě údajných odchylek v dráze Uranu předpověděl pozici planety X, ovšem podle dnešních poznatků se jednalo jen o náhodu. V současné době se většina astronomů shoduje, že žádná planeta X, jak ji definoval Lowell, neexistuje.

## Dráha a rotace

Vzájemné pozice Pluta (červeně) a Neptunu (modře) ve vybraná data. Rozměry obou těles jsou zobrazeny nepřímo úměrně vzdálenosti mezi nimi, čímž vyniká jejich největší vzájemné přiblížení roku 1896.

Oběžná doba Pluta je 248 pozemských let. Charakteristiky jeho oběžné dráhy jsou podstatně odlišné od oběžných drah planet, které jsou téměř kruhové a neoddalují se od roviny ekliptiky. Pluto na rozdíl od nich obíhá po velmi výstřední a velmi nakloněné dráze, svírající s ekliptikou úhel větší než 17°. V důsledku této výstřednosti se také v malém úseku své dráhy nachází blíže Slunci, než Neptun. Naposledy tato situace nastala v období od 7. února 1979 do 11. února 1999, přičemž perihéliem prošel 5. srpna 1989.
Z dlouhodobého hlediska je oběžná dráha Pluta chaotická. Jeho pozice může být relativně spolehlivě vypočtena na několik milionů let dopředu (i do minulosti), ovšem po uplynutí 10 až 20 miliónů let se již všechny předpoklady stávají spekulativními. V důsledku své malé hmotnosti je totiž Pluto citlivý i na poměrně malé vlivy, které mohou jeho dráhu narušovat. To neznamená, že by se nepředvídatelně měnila jeho dráha, kterou naopak především dráhová rezonance s Neptunem činí velmi stabilní a bezpečnou před srážkami s planetami či před vymrštěním pryč z oblasti. Znamená to však, že nelze dopředu určit jeho pozici na této dráze.

### Vztah k Neptunu
Přestože oběžná dráha Pluta při pohledu shora zdánlivě protíná dráhu Neptunu, ve skutečnosti jejich uspořádání neumožňuje, aby se spolu tato tělesa někdy srazila nebo i jen k sobě přiblížila.
Jedním z důvodů je, že obě oběžné dráhy se ve skutečnosti nekříží. Při pohledu shora se sice zdá, že v okamžiku, kdy je Pluto nejblíže Slunci, je současně také blízko dráhy Neptunu, ve skutečnosti se však vyskytuje vysoko nad ní, dokonce nejvýše, jak je možné. V tomto místě se Pluto pohybuje ve vzdálenosti 8 astronomických jednotek nad dráhou Neptunu, takže ke kolizi v žádném případě nemůže dojít. Vzestupný a sestupný uzel dráhy Pluta, tj. body, kde dráha protíná ekliptiku, zase s Neptunem svírají úhel větší než 21°.
Samotná tato fakta by však k ochraně Pluta nestačila. Plynní obři (zejména Neptun) mohou svou gravitací jeho dráhu narušovat, takže se některé její charakteristiky (např. precese) mohou v průběhů miliónů let změnit natolik, že by nakonec ke srážce dojít mohlo. Fungují zde však ještě i další mechanismy. Nejvýznamnější z nich je, že Pluto se nachází v dráhové rezonanci s Neptunem 3:2, což znamená, že na každé tři oběhy Neptunu kolem Slunce připadnou dva oběhy Pluta a poté se planety opět dostanou do stejné pozice. Tento cyklus trvá asi 500 let. Tělesa jsou přitom uspořádána tak, že v době, kdy se Pluto poprvé v cyklu dostane do blízkosti svého perihélia, nachází se Neptun více než 50° za ním. Než Pluto dokončí další oběh, má už Neptun za sebou jeden a půl svého oběhu, takže při druhém průchodu Pluta svým perihéliem je Neptun zase o přibližně stejnou vzdálenost napřed. Pluto a Neptun se tak navzájem nemohou přiblížit na vzdálenosti menší než 17 astronomických jednotek. Pluto se dokonce občas přiblíží více Uranu (11 AU) než Neptunu. Rezonance 3:2 je velmi stabilní a přetrvává již mnoho miliónů let. Díky ní by se Pluto nemohlo s Neptunem nikdy srazit, ani kdyby jeho dráha nebyla tolik nakloněná.

### Další faktory
Kromě rezonance 3:2 hrají při udržování stability oběžné dráhy Pluta svou roli ještě i jiné vlivy, které jsou důsledkem dvou dalších mechanismů.
Tzv. argument šířky perihélia Pluta, tj. úhel mezi bodem, kde kříží rovinu ekliptiky, a bodem, v němž je nejblíže Slunci (perihéliem), se pohybuje kolem hodnoty 90°. To znamená, že když je Pluto v perihéliu, nachází se současně nejvýše nad rovinou ekliptiky, což mu brání v setkáních s Neptunem. Tento fakt je přímým důsledkem tzv. Kozaiova mechanismu, jehož vlivem je výstřednost dráhy menšího tělesa (zde Pluta) úzce spojena s jejím sklonem vůči dráze většího tělesa, jež na ně gravitačně působí (Neptunu). V případě Pluta tento mechanismus způsobuje, že jeho argument šířky perihélia se pohybuje v rozmezí ±38°, takže úhel mezi perihéliem Pluta a oběžnou dráhou Neptunu je vždy větší než 52°. K největšímu úhlovému přiblížení dochází vždy jednou za 10 000 let.
Další vliv má fakt, že tzv. délky vzestupných uzlů těchto dvou těles (tj. bodů, kde jejich dráha protíná rovinu ekliptiky) jsou téměř v rezonanci s výše uvedeným pohybem perihélia. V případě, že obě délky jsou stejné, tzn. že by bylo možné oba uzly a Slunce spojit rovnou čárou, činí argument šířky perihélia Pluta 90° a Pluto se přibližuje Slunci v nejvyšším možném bodě nad dráhou Neptunu. Jinými slovy, když Pluto protíná rovinu oběžné dráhy Neptunu, nachází se vždy v největší vzdálenosti za touto planetou. Tento jev bývá označován jako superrezonance 1:1. Oblast sluneční soustavy, kde se těleso může do takové rezonance s Neptunem dostat, je velmi úzká, a proto je zřejmě ze zmíněných vlivů, které udržují dráhu Pluta stabilní, nejslabší. Také se zdá, že nejde jen o klasický problém tří těles, ale že svou roli zde hraje i vliv dalších plynných obrů, zejména Jupiteru.
Problém oscilace perihélia Pluta lze nejlépe pochopit při polárním pohledu na oběžné dráhy těchto těles, např. z místa, odkud planety vidíme obíhat proti směru hodinových ručiček. Poté, co Pluto projde svým vzestupným uzlem (jedním z bodů, kde protíná ekliptiku), přibližuje se zezadu k Neptunu. Neptun na něj na svůj úkor gravitačně působí, což Pluto nepatrně postrčí na větší dráhu, kde podle 3. Keplerova zákona obíhá o trošku pomaleji. To postupně způsobuje změnu jeho perihélia a délek vzestupných uzlů (a v menší míře se podobné změny dějí též u Neptunu). Po mnoha opakováních je nakonec Pluto natolik zpomalen a Neptun urychlen, že naopak Neptun začne dohánět Pluto na opačné straně své oběžné dráhy (poblíž opačného uzlu). Tentokrát zase Pluto postupně nabírá na rychlosti a Neptun se zpomaluje, dokud se v blízkosti původního uzlu role znovu neotočí. Jedna perioda tohoto cyklu trvá asi 20 000 let.

### Perioda rotace
Vzhledem k hvězdám se Pluto otočí vždy jednou za 153,29 hodiny a vzhledem ke Slunci jednou za 153,28 hodiny, takže jeden tamní den je roven přibližně 6,39 dne pozemského. Osu rotace má podobně jako planeta Uran vůči své dráze extrémně nakloněnou, a to v úhlu asi 120°, jakoby ležel na boku, snad v důsledku dávné srážky s jiným tělesem. Pluto dokonce rotuje opačným směrem, než je u těles sluneční soustavy obvyklé (což se označuje jako tzv. retrográdní rotace). Vzhledem k tomuto sklonu na jeho povrchu nastávají také velmi výrazné sezónní změny. V době slunovratů bývá jedna čtvrtina jeho povrchu vystavena stálému slunečnímu svitu a jedna čtvrtina je ve stálém stínu.

## Fyzikální charakteristika

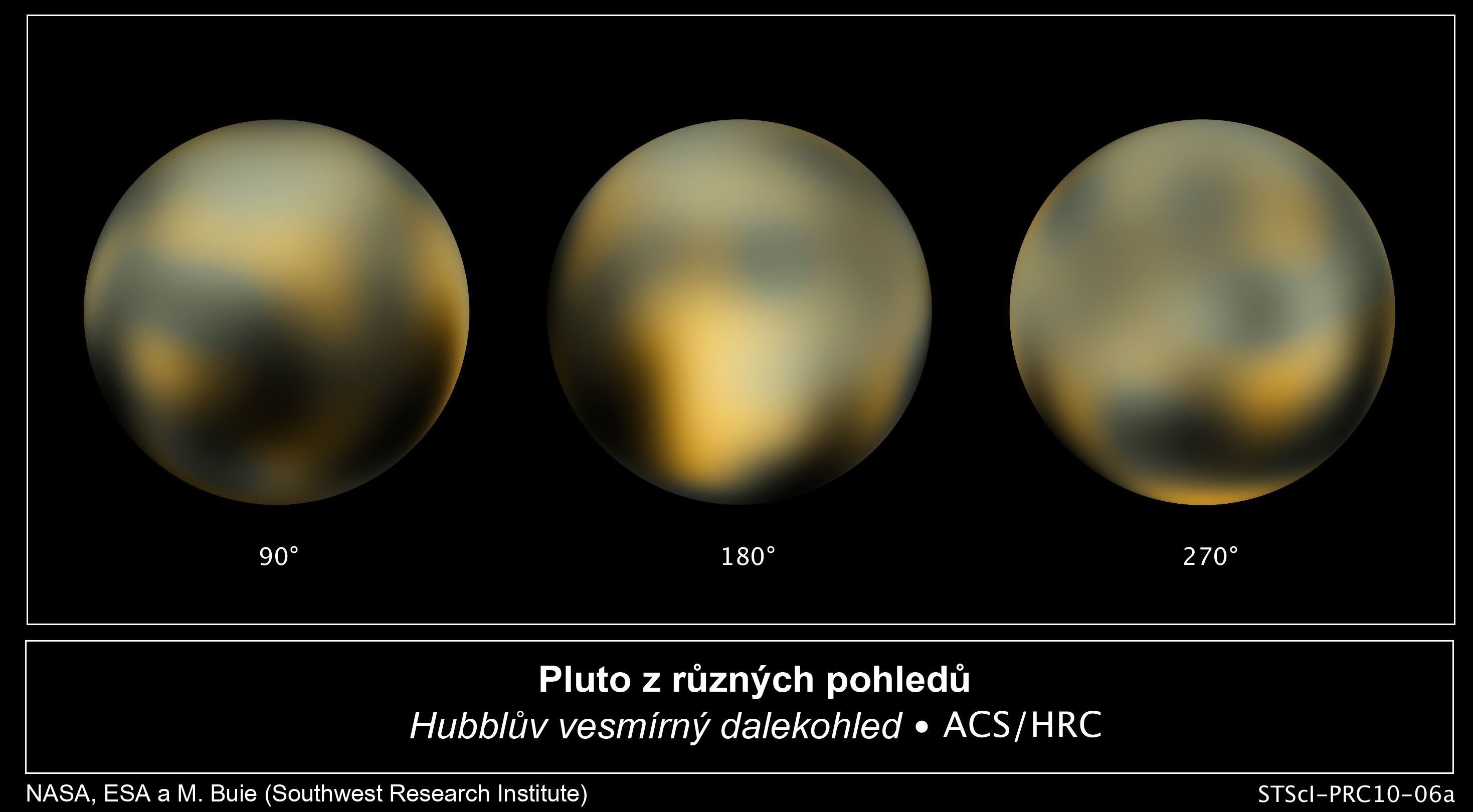
Pohled na povrch Pluta ze tří různých úhlů, složený z mnoha snímků Hubblova vesmírného dalekohledu

Detailní průzkum Pluta je kvůli jeho velké vzdálenosti od Země mimořádně obtížný. Mnoho z jeho charakteristik proto budou moci astronomové upřesnit po zpracování dat sondy New Horizons, která okolo Pluta prolétla 14. července 2015.

### Vzhled a povrch

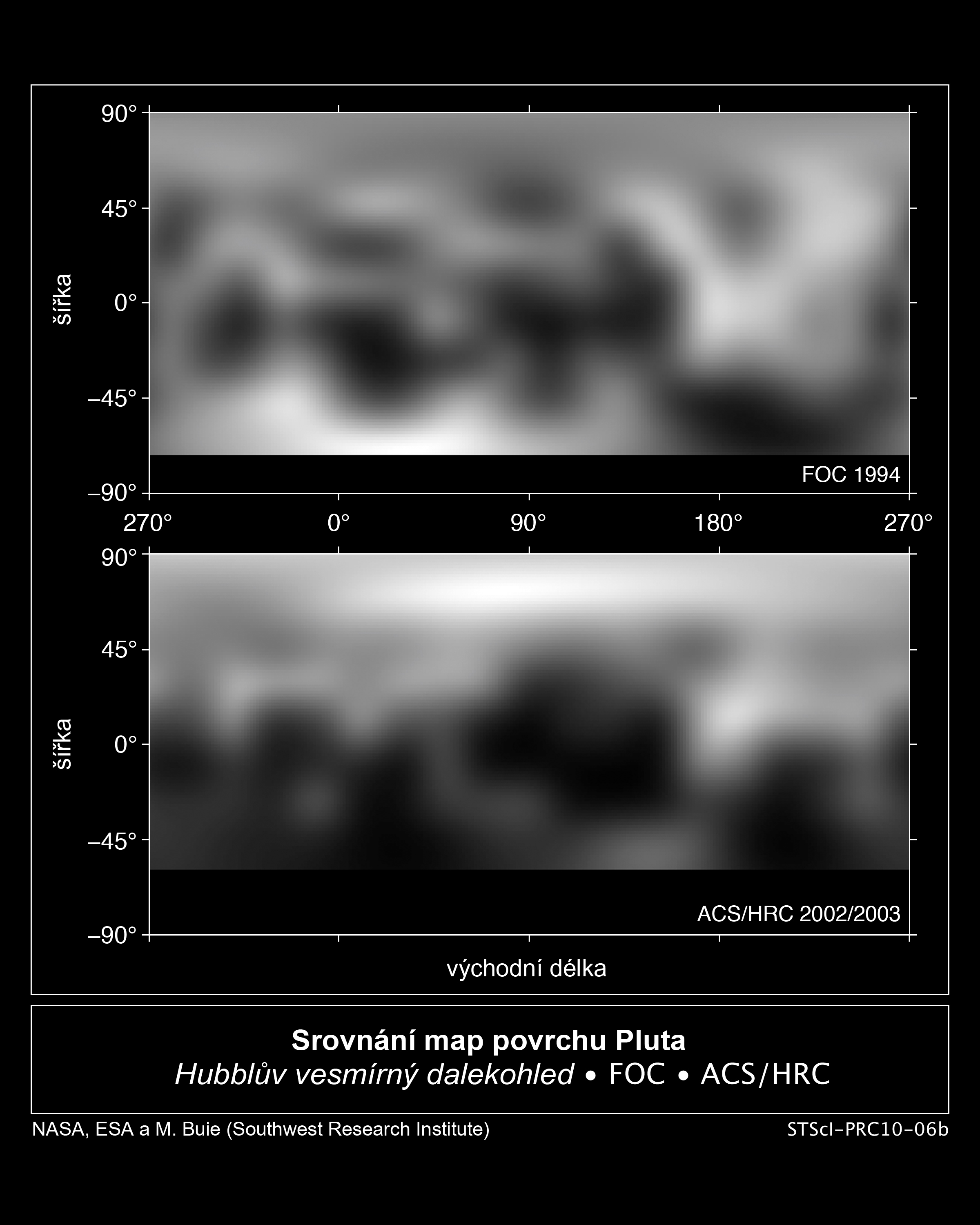
Srovnání změn povrchu na složených snímcích pořízených roku 1994 (horní) a v letech 2002 až 2003 (spodní)

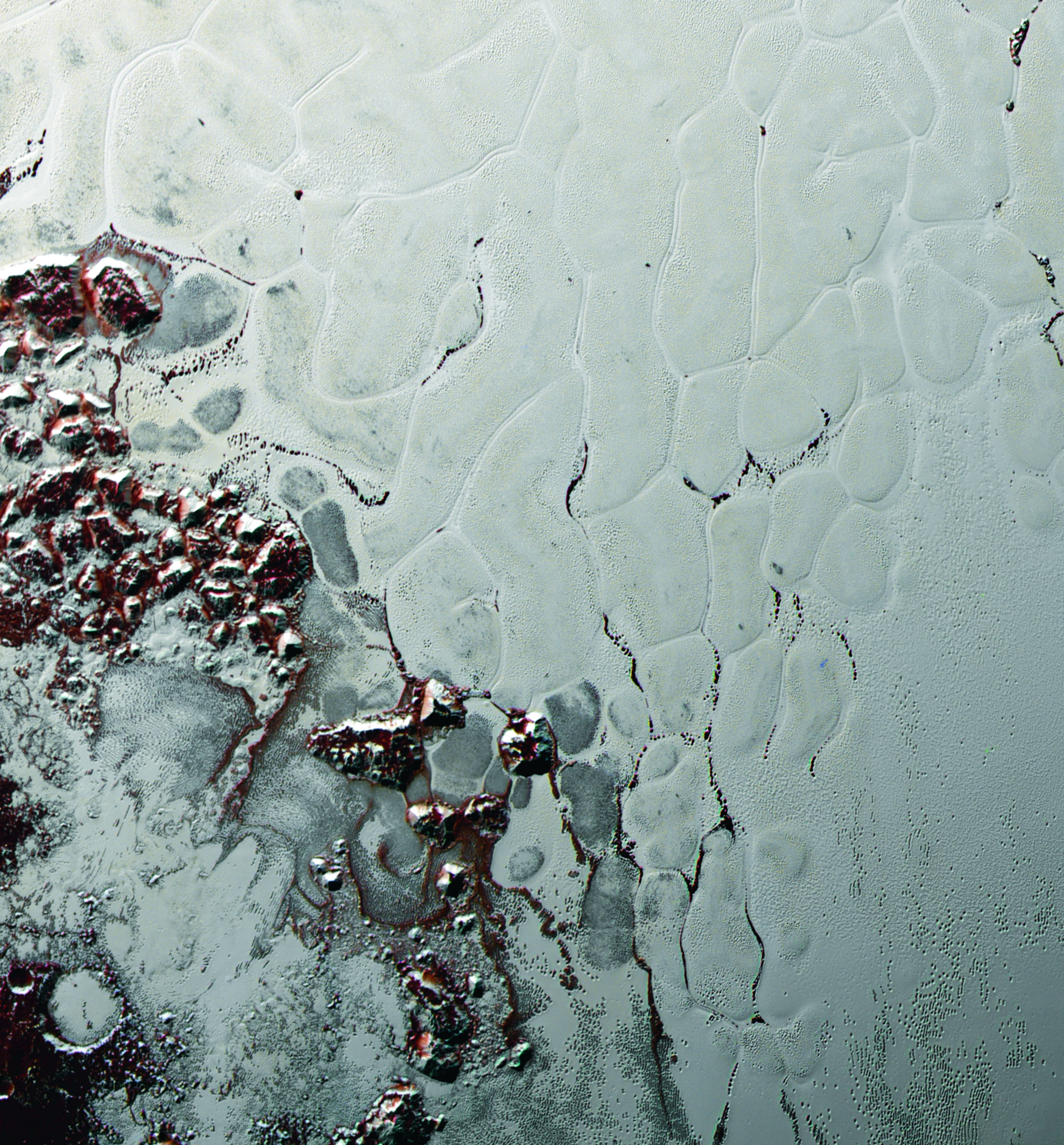
Sputnik Planum

Průměrná zdánlivá jasnost Pluta se pohybuje kolem 15,1, i když v perihéliu může zjasnit až na hodnotu 13,65. K jeho pozorování je tedy nutný dalekohled s průměrem zrcadla alespoň 20 cm. I v poměrně velkých dalekohledech se však stále jeví (podobně jako hvězdy) jako bod, a nelze tedy rozlišit jeho disk. Důvodem je jeho velmi malý úhlový průměr, který se pohybuje mezi 0,06 a 0,11 úhlové vteřiny.
První pokusy o zobrazení povrchu Pluta, provedené na konci 80. let 20. století, byly založeny na pečlivých pozorováních přechodů jeho největšího měsíce, Charonu, přes jeho disk. Během pozorování se měřily změny v celkové jasnosti binárního tělesa Pluto-Charon. Pokud Charon zakryl jasnější část povrchu Pluta, byla i změna jejich celkové jasnosti zřetelnější, než když zakryl tmavší část. Výsledkem pak byla počítačově zpracovaná mapa jasnějších a tmavších oblastí. Touto metodou bylo také možné sledovat změny jasnosti povrchu Pluta v průběhu času.
Současné mapy byly vytvořeny složením snímků z Hubblova vesmírného dalekohledu (HST), které mají největší v současné době dostupné rozlišení, a ukazují tak znatelně více podrobností. Díky nim lze rozeznat povrchové odlišnosti o průměru několika stovek kilometrů, jako jsou polární oblasti či velké světlé skvrny. Protože žádná z obou kamer, jež HST využíval při pořizování snímků, již není v provozu, zůstaly tyto mapy nejpodrobnějšími studiemi jeho povrchu až do roku 2015, kdy kolem Pluta proletěla vesmírná sonda New Horizons.
Snímky HST spolu s pozorovanou světelnou křivkou Pluta a také periodickými změnami v jeho infračerveném spektru odhalují, že jeho povrch je velmi rozmanitý, co se týče jasnosti i barvy. Zdá se dokonce, že povrch Pluta oplývá tolika kontrasty, jako málokteré jiné těleso sluneční soustavy; srovnatelný v tomto ohledu by mohl být například měsíc Saturnu Iapetus. Barvy přechází z uhlově černé, přes tmavě oranžovou až do bílé. Americký astronom Marc Buie, jenž se zabýval podrobnou analýzou povrchu Pluta, ho popsal jako mnohem méně červený než povrch Marsu, blížící se spíše odstínům měsíce Io, ovšem s větší příměsí oranžové.
Z porovnání složených snímků pořízených roku 1994 se snímky z let 2002–2003 vyplynulo, že povrch Pluta se mezi těmito obdobími výrazně změnil: severní polární oblast zjasnila a jižní polokoule ztmavla. Mezi lety 2000 a 2002 Pluto také znatelně zčervenal. Tyto rychlé změny zřejmě souvisí se sezónní sublimací některých chemických prvků na povrchu do atmosféry, kterýžto efekt je významně posilován extrémním sklonem rotace a vysokou výstředností oběžné dráhy.
Spektroskopická analýza povrchu Pluta odhalila, že z 98 % sestává z dusíkového ledu, v němž lze nalézt stopy methanu a oxidu uhelnatého. Ta část povrchu, která je přivrácená k měsíci Charonu, obsahuje více methanového ledu, zatímco část odvrácená více dusíku a oxidu uhelnatého. Roku 2011 pak Hubblův vesmírný teleskop pomocí přístroje Cosmic Origins Spectrograph odhalil, že na povrchu se musí nacházet nějaká látka, která silně absorbuje ultrafialové záření. V úvahu připadají především složité molekuly uhlovodíků či nitrilů, jež by mohly vznikat interakcí slunečního záření se zmrzlým methanem, oxidem uhelnatým a dusíkem. Je možné, že právě tyto molekuly dávají Plutu jeho mírně načervenalý odstín.

### Pojmenování povrchových útvarů
S ohledem na očekávané mapování povrchu Pluta sondou New Horizons v červenci roku 2015 Mezinárodní astronomická unie rozhodla, že nové názvy povrchových útvarů této trpasličí planety budou čerpány ze tří oblastí:
- podle průzkumníků, vesmírných misí, kosmických lodí, vědců a techniků;
- podle fiktivních průzkumníků a cestovatelů, míst jejich původu a cílů cest, jejich dopravních prostředků (korábů, vesmírných lodí atp.) a také podle spisovatelů a umělců;
- podle podsvětních říší a míst v podsvětí (dle představ v různých světových kulturách), cestovatelů podsvětím a tvorům žijících v podsvětí.[74]

Mezinárodní astronomická unie také ve spolupráci s týmem New Horizons vyzvala širokou veřejnost, aby navrhovala vhodná pojmenování a následně o nich hlasovala.

### Struktura

Předpokládaná vnitřní struktura Pluta (2006)
1. zmrzlý dusík
2. vodní led
3. kamenné jádro

Na základě pozorování Pluta pomocí HST astronomové usuzují, že jeho průměrná hustota se pohybuje mezi 1,8 a 2,1 g/cm3, z čehož vyplývá, že hmotnost by tělesu mohly přibližně z 50–70 procent dodávat kamenné materiály a ze 30–50 procent led. Lze předpokládat, že vlivem rozpadu radioaktivních prvků obsažených v materiálech tvořících těleso se led zahřívá dost na to, aby se od těchto materiálů oddělil, takže Pluto pravděpodobně má diferencovanou vnitřní strukturu. V takovém případě by se kamenné materiály shromažďovaly v hutnějším jádře, které by obklopoval ledový plášť. Průměr jádra by měl být kolem 1700 km, tj. 70 % průměru Pluta. Je možné, že zahřívání stále ještě pokračuje, a vytváří tak na rozhraní mezi jádrem a pláštěm podpovrchový oceán z tekuté vody. Odhaduje se, že jeho tloušťka by mohla činit 100–180 km. Pracovníci Institutu pro výzkum planet Německého střediska pro letectví a kosmonautiku vypočítali, že Pluto má podobný poměr hustoty vůči svému průměru jako Neptunův měsíc Triton, tj. někde na pomezí mezi středně velkými ledovými satelity Uranu a kamennými satelity, jako je Jupiterův měsíc Europa.

### Hmotnost a velikost

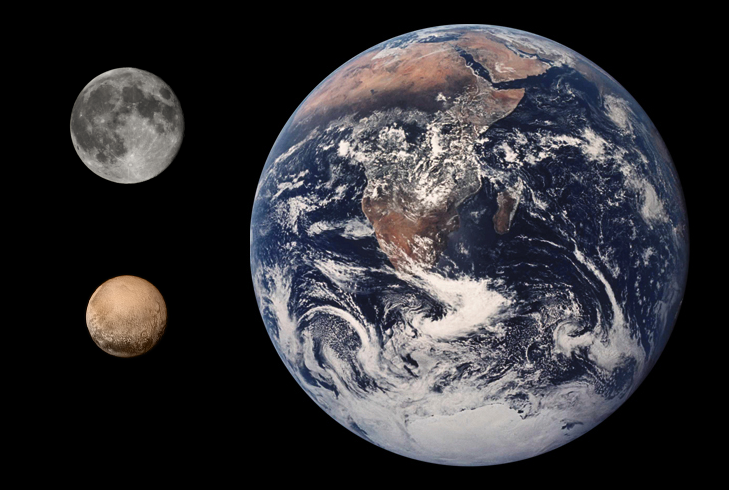
Srovnání velikosti Pluta, Měsíce a Země. Objem Pluta se rovná asi 0,6 % objemu Země.

Pluto má hmotnost 1,3×1022 kg, tj. asi 0,2 procenta hmotnosti Země, a jeho průměr byl dříve odhadnut na 2 306 ±20 km, což je přibližně 66 % průměru Měsíce. Ovšem při průletu sondy New Horizons v červenci roku 2015 byla stanovena velikost na 2 370 ± 20 km a je tak momentálně největší známou trpasličí planetou.
Původně se astronomové snažili vypočítat hmotnost Pluta na základě jeho domnělého vlivu na oběžné dráhy Neptunu a Uranu, a roku 1955 dospěli k závěru, že je přibližně stejně hmotný, jako Země. Další výpočty, provedené roku 1971 tuto předpokládanou hmotnost snížily zhruba na úroveň Marsu. Roku 1976 astronomové Dale Cruikshank, Carl Pilcher a David Morrison z Havajské university vzali v úvahu přítomnost methanového ledu na jeho povrchu, což znamenalo, že Pluto je vzhledem ke svému rozměru velmi jasný. Poprvé tak odhadli jeho albedo a na jeho základě usoudili, že hmotnost Pluta nemůže přesahovat 1 procento hmotnosti Země. Albedo Pluta je 1,3 až 2krát větší než albedo Země.
Objev měsíce Charona roku 1978 umožnil výpočet hmotnosti tohoto binárního systému s využitím třetího Keplerova zákona. Poté, co byla změřena gravitace Charona, mohla být určena i skutečná hmotnost Pluta. Díky pozorování vzájemných zákrytů Pluta a Charona mohli vědci také přesněji stanovit rozměry Pluta, a pokroky v adaptivní optice zase umožnily lepší poznání jeho tvaru.
| Rok  | Poloměr (průměr) | Poznámka                             |
| ---- | ---------------- | ------------------------------------ |
| 1993 | 1 195 (2 390) km | Millis, et al. (bez mlžného závoje)  |
| 1993 | 1 180 (2 360) km | Millis, et al. (včetně závoje)       |
| 1994 | 1 164 (2 328) km | Young & Binzel                       |
| 2006 | 1 153 (2 306) km | Buie, et al.                         |
| 2007 | 1 161 (2 322) km | Young, Young, & Buie                 |
| 2015 | 1 185 (2 370) km | první odhad podle fotek New Horizons |

Pluto je se svou hmotností dosahující 0,2 hmotnosti Měsíce mnohem méně hmotný než terestrické planety sluneční soustavy. Tuto hmotnost dokonce převyšuje i sedm měsíců (Ganymed, Titan, Callisto, Io, zemský Měsíc, Europa a Triton), a možná také trpasličí planeta Eris, objevená roku 2005. Průměr Pluta (odhadovaný na více než 2300 km) rovněž nedosahuje průměru planet, ale je více než dvojnásobný oproti největšímu tělesu hlavního pásu planetek, trpasličí planetě Ceres. S ohledem na chybu, jíž jsou odhady velikosti zatíženy, není možné zatím s jistotou říci, zda má větší či menší průměr než Eris. Přesné určení jeho velikosti komplikuje uhlovodíkový opar, který těleso obklopuje.

### Atmosféra

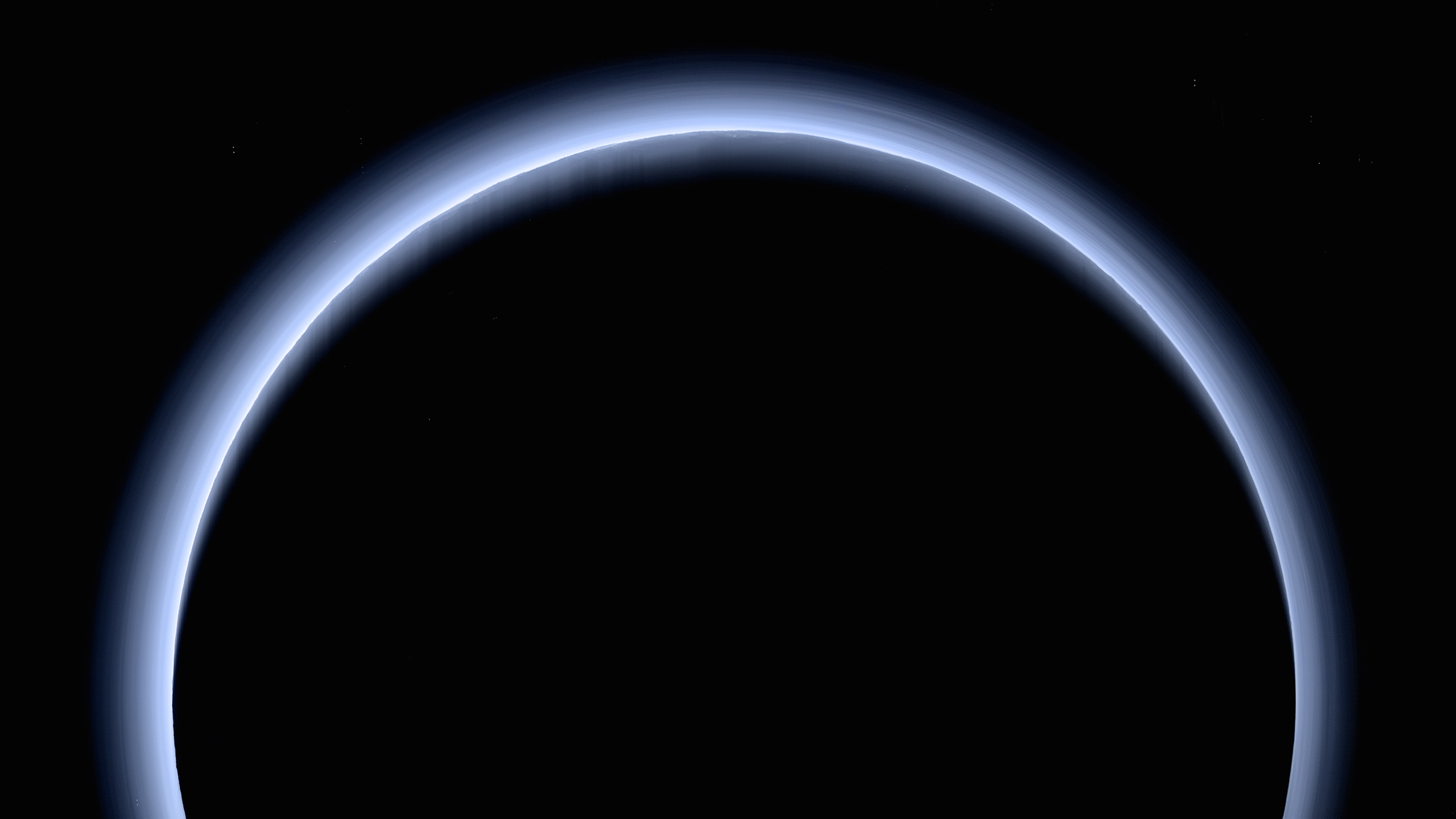
Snímek Pluta v téměř přírodních barvách pořízený družicí New Horizons. V plutonské atmosféře se plovoucí vrstvy modrého zákalu vznášejí. Stála a blízko končetiny jsou viditelné hory a jejich stíny.

Atmosféra Pluta je tvořena tenkou dusíkovou slupkou, obsahující malá množství methanu a oxidu uhelnatého. Tyto tři prvky se do atmosféry uvolňují ze zmrzlého povrchu. Atmosférický obal je přibližně 60 km silný. Těsně nad povrchem se atmosférický tlak pohybuje v rozmezí od 6,5 do 24 mikrobarů. Předpokládá se, že výrazný vliv na atmosféru má protáhlá oběžná dráha Pluta: čím více se vzdaluje od Slunce, tím více se plyny z atmosféry ukládají zmrzlé na povrchu. Když se Pluto naopak Slunci přibližuje, teplota pevného povrchu mírně stoupá, a zmrzlý materiál znovu sublimuje. Tato sublimace má (podobně jako odpařování) na povrch ochlazující účinek; lze tedy hovořit o naprostém opaku skleníkového efektu, který známe ze Země. Pomocí submilimetrového radioteleskopu SMA na observatoři Mauna Kea na Havaji se astronomům podařilo změřit, že povrchová teplota Pluta činí 43 Kelvinů (tj. −230 °C), což je o 10 Kelvinů méně, než činily předpovědi, které s tímto efektem nepočítaly.
Methan, který je zase silným skleníkovým plynem, vytváří v atmosféře Pluta teplotní inverzi (s rostoucí výškou stoupá i teplota), takže ve výšce 10 km nad povrchem jsou teploty o 36 stupňů vyšší než těsně nad ním a v horních vrstvách atmosféry dosahují dokonce výšky kolem 100 K (−173 °C). V nižších vrstvách atmosféry se koncentruje více methanu než v horních. Přestože je zde methan po dusíku druhým nejběžnějším plynem, jeho celkové množství se pohybuje jen kolem 0,5 %.
První známky existence atmosféry na Plutu byly poprvé zachyceny roku 1985 astronomy z Wiseovy observatoře v Izraeli. Když pozorovali, jak Pluto zakrývá jednu hvězdu, všimli si, že hvězda postupně zhasíná, místo aby prudce zmizela. Podle míry zeslabení svitu hvězdy prosvěcující atmosféru Pluta určili hodnotu atmosférického tlaku na 0,15 Pascalů, tj. zhruba 700 000krát menší, než je tlak atmosféry pozemské. Závěry potvrdila a posílila další pozorování podobného zákrytu roku 1988, která se někdy považují za první průkazný důkaz existence atmosféry na tomto tělese.
Další zákryt pozorovaly a analyzovaly roku 2002 týmy pod vedením Bruna Sicardyho z Pařížské observatoře, Jamese L. Elliota z Massachusettského technologického institutu a Jaye Pasachoffa z Williams College. Přestože Pluto byl dále od Slunce než roku 1988, a měl tedy být chladnější a obklopený slabší atmosférou, dospěli k překvapivému odhadu tlaku 0,3 Pascalům, tj. dvojnásobku oproti předchozím pozorováním. Vysvětlením by mohlo být, že roku 1987 se poprvé po 120 letech dostal ze stínu severní pól Pluta, takže vysublimoval dusík z polární čepičky. Bude trvat desítky let, než přebytečný dusík zase zkondenzuje a usadí se ve zmrzlém stavu tentokrát na jižním pólu, jehož polární čepice se v trvalém stínu nachází nyní. Naměřené malé nepravidelnosti v atmosférickém tlaku jsou zřejmě důkazem toho, že na Plutu vane vítr.
V říjnu 2006 Dale Cruikshank et al. z Ames Research Center americké NASA odhalili spektroskopickou analýzou na povrchu Pluta ethan. Jeho vznik lze vysvětlit fotolýzou či radiolýzou (tj. chemickou reakcí za působení světla či ionizujícího záření) methanu.
V roce 2015 bylo zjištěno pomocí přístrojů meziplanetární sondy New Horizons, že tato planetka zažívá klimatickou změnu, z astronomického hlediska také velká část povrchu Pluta leží v tropické oblasti.

## Měsíce

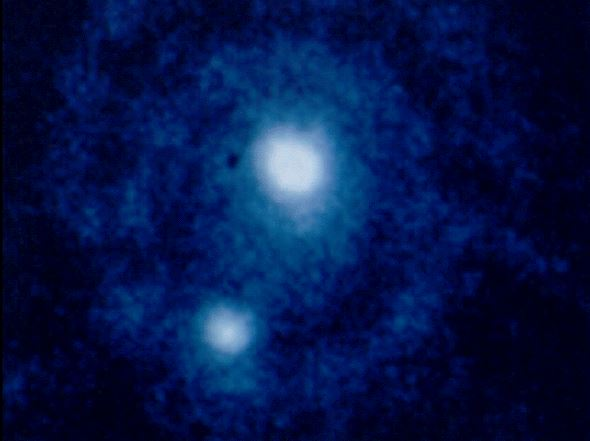
Fotografie Pluta a Charonu, pořízená Hubblovým vesmírným dalekohledem roku 1990

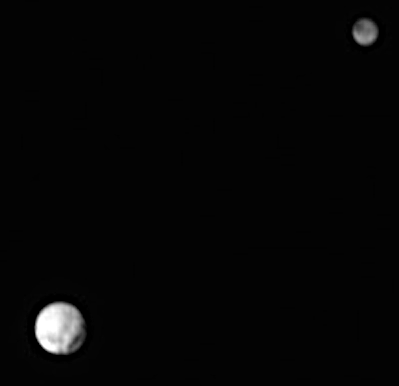
Pluto a Charon fotografovaný sondou New Horizons 29. června 2015. Všimněte si tmavých oblastí na obou tělesech.

Pluto má pět známých přirozených satelitů. První z nich, Charon, byl objeven americkým astronomem Jamesem Christym roku 1978. Další čtyři měsíčky objevil tzv. HST Pluto Companion Search Team, tj. skupina americké NASA pátrající po neznámých průvodcích Pluta na snímcích Hubblova vesmírného dalekohledu. Těmito měsíci jsou Nix a Hydra, objeveny roku 2005, Kerberos, objeven roku 2011, a Styx, objeven roku 2012.
Satelity obíhají Pluto v neobvyklé blízkosti, v porovnání s jinými systémy. Teoreticky se satelity kolem Pluta mohou vyskytovat až do vzdálenosti 53 % poloměru tzv. Hillovy sféry (stabilní zóna gravitačního vlivu tělesa). Například Neptunův měsíc Psamathe obíhá svou mateřskou planetu ve vzdálenosti 40 % poloměru její Hillovy sféry. Všechny známé satelity Pluta však obíhají ve vzdálenostech do 3 % této zóny. Zdá se tedy, že jde o velmi kompaktní systém, ačkoliv zatím ještě nelze vyloučit objevy dalších těles nebo i malých prstenců.

### Charon

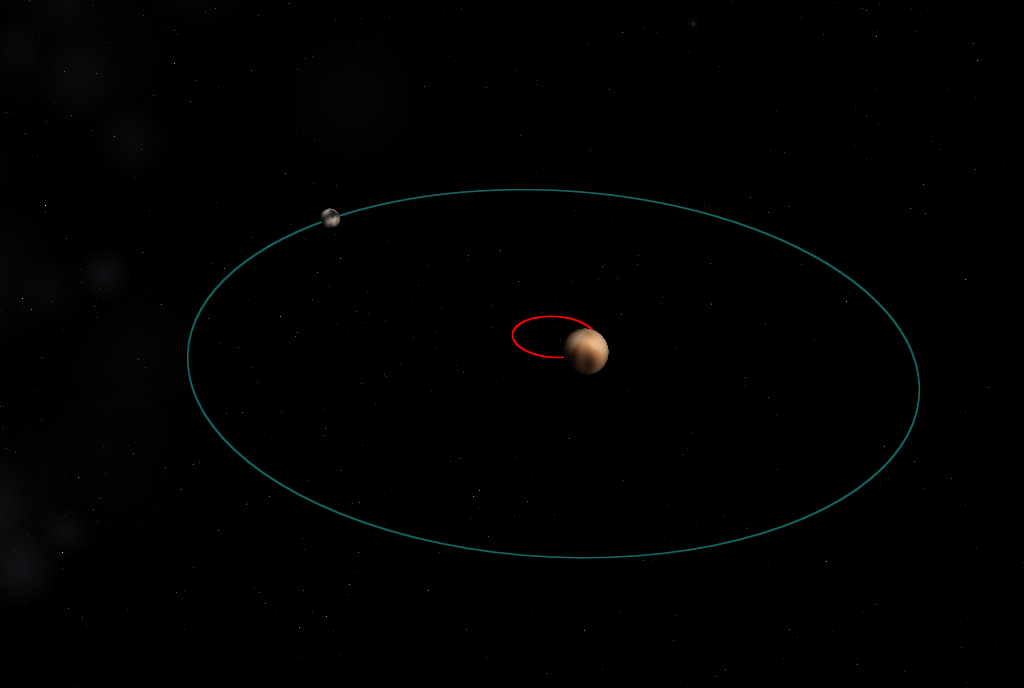
Pluto a Charon obíhají okolo společného barycentra, které se nachází mezi těmito dvěma tělesy

Soustava Pluto-Charon je pozoruhodná zejména tím, že její hmotný střed (barycentrum) neleží uvnitř žádného z jejích těles. Jde o druhý největší binární systém ve sluneční soustavě (po systému Slunce-Jupiter). Současně má Charon také vzhledem k Plutu poměrně velké rozměry. Někteří astronomové proto soustavu nazývají trpasličí dvojplanetou (analogicky k dvojplanetkám). Systém je také neobvyklý tím, že obě tělesa mají vůči sobě navzájem vázanou rotaci, tzn. že jejich doba rotace se rovná oběžné době kolem jejich barycentra. V důsledku toho jsou obě tělesa k sobě neustále přivrácena stejnou stranou a při pohledu z jakéhokoliv místa na jejich povrchu se to druhé nachází na obloze ve stále stejné pozici, případně (na odvrácené straně) na ní není vidět nikdy. Protože osa rotace Pluta je vůči rovině ekliptiky extrémně nakloněná, takže Pluto z jejího pohledu vypadá, jakoby se otáčelo „na boku“, platí nutně totéž také pro celou binární soustavu.
Povrch Charonu zatím není příliš podrobně prozkoumán. Roku 2007 na něm astronomové z Gemini Observatory odhalili skvrny tvořené hydráty amoniaku a krystaly vodního ledu. To by mohlo svědčit o přítomnosti tzv. ledových gejzírů, dopravujících na povrch tekutou vodu, která by následně zamrzala v podobě ledových krystalů.

### Hydra a Nix

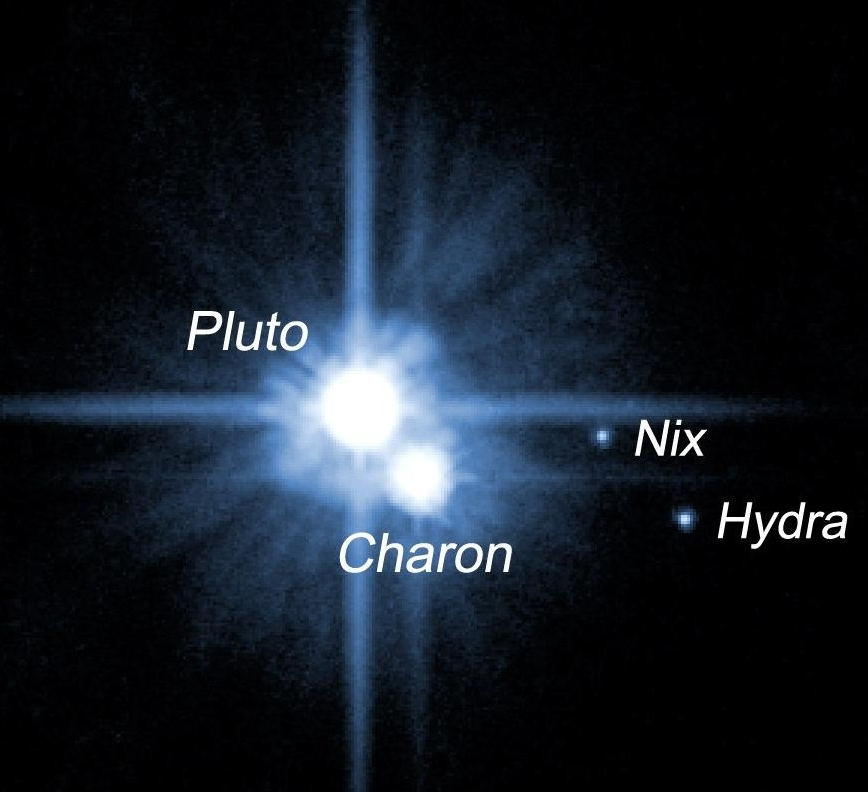
Pluto, Charon, Nix a Hydra na snímku Hubblova vesmírného dalekohledu z roku 2005

Další dva měsíce zachytili astronomové pomocí Hubblova vesmírného teleskopu až 15. května 2005. Pluto se tak stal prvním známým tělesem Kuiperova pásu s více než jedním měsícem. Satelit obíhající Pluto po vzdálenější dráze (původně označený jako S/2005 P 1) byl později pojmenován Hydra a měsíc nacházející se blíže mateřskému tělesu (původně označený jako S/2005 P 2) dostal jméno Nix.
Oba malé měsíce obíhají Pluto ve dvoj- až trojnásobně větší vzdálenosti než Charon: dráha Nix je od barycentra soustavy vzdálená 48 700 kilometrů a Hydry 64 800 kilometrů. Pohybují se po téměř kruhových prográdních dráhách ležících prakticky ve stejné rovině, jako oběžná dráha Charonu. Tyto dráhy leží velmi blízko dráhové rezonanci 4:1 (v případě Nix) a 6:1 (v případě Hydry) s Charonem.
Fyzikální vlastnosti těchto měsíců zatím nebyly zcela spolehlivě určeny. Hydra se někdy jeví být jasnější než Nix, což může znamenat, že je buď větší, nebo že některé části jejího povrchu odrážejí více světla. Dosavadní odhady jejich rozměrů závisí právě na míře této odrazivosti (albedu). Pokud je podobné, jako mají komety (4 %), pak by Hydra měla průměr 167 ± 10 km a Nix 137 ± 11 km. Pokud by bylo podobné Charonu (35 %), pak by tyto rozměry byly 61 ± 4 km a 46 ± 4 km. Je-li jejich hustota podobná hustotě Pluta nebo menší, nepřesahují jejich individuální hmotnosti 0,0005násobek hmotnosti celé Plutonovy soustavy.
Objev dvou malých měsíců vyvolal spekulace, že by Pluto mohl mít také proměnlivý systém prstenců. Dopady malých těles mohou vyvrhnout dostatek materiálu, z něhož by se zformovaly. Dosavadní pozorování Hubblovým vesmírným dalekohledem však zatím nic takového nenaznačují. Pokud by takový systém existoval, musel by být podobně slabý, jako prstence Jupiteru, anebo velmi stísněný, nepřesahující šířku 1000 km.
Studie zveřejněná roku 2006 dospěla k závěru, že pozorování Hubblovým dalekohledem prakticky vylučují, že by ještě kolem Pluta mohly být nalezeny nějaké měsíce velkých rozměrů. Podle studie panuje 90% jistota, že při uvažovaném albedu 4 % se ve vzdálenosti přesahující 5 úhlových vteřin od Pluta již nenachází žádné těleso s průměrem větším než 29 km. Pokud by se uvažovalo albedo 38 %, byla by horní mez průměru případného nového měsíce dokonce jen 9 km. O něco rozměrnější tělesa by se však mohla ukrývat na dráhách blíže Plutu, kde pozorování ztěžuje jeho záře. Přesto byly nalezeny další satelity, jejichž velikost však zatím nebyla spolehlivě určena.

### Další malé měsíce

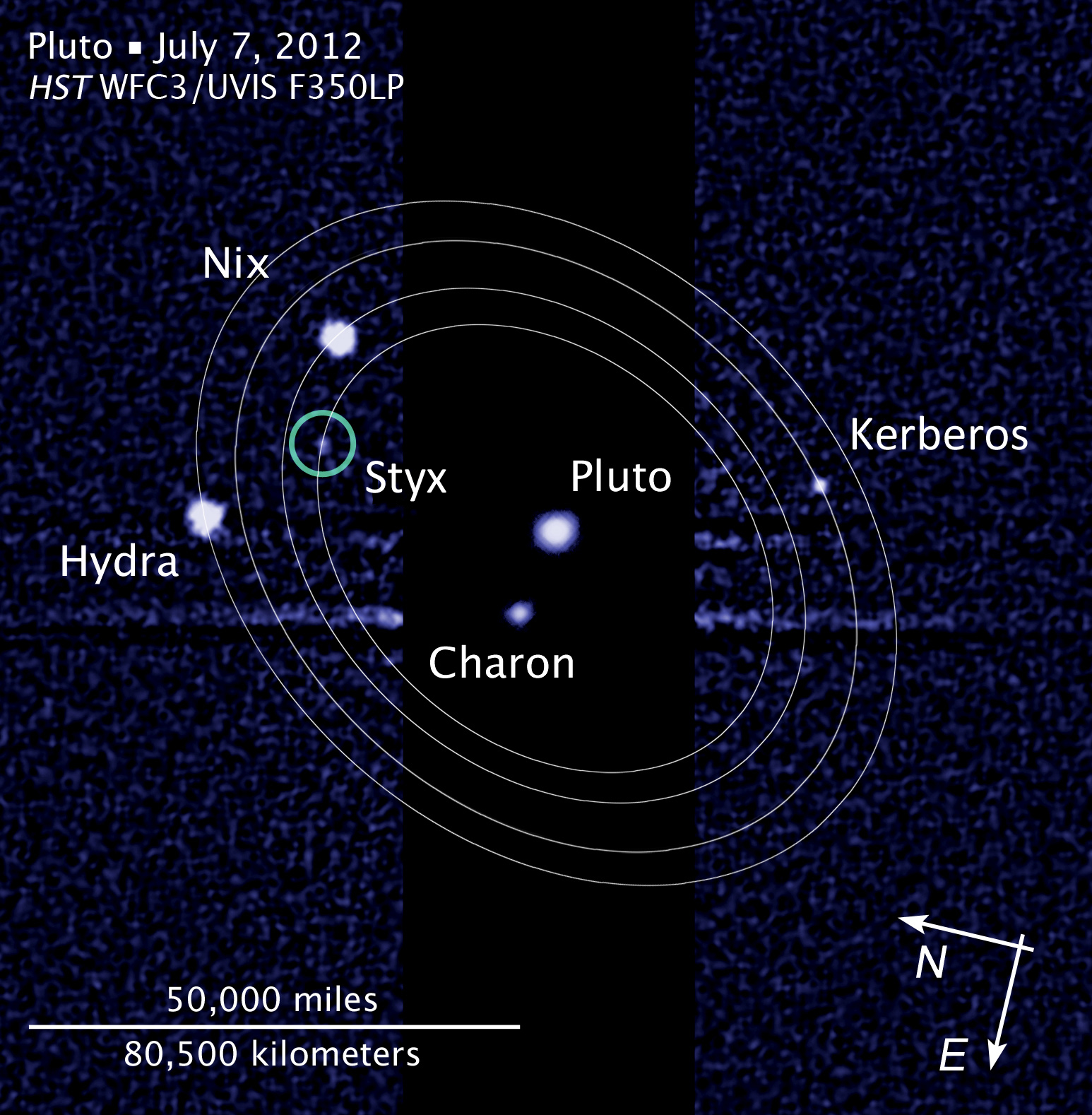
Všechny známé měsíce Pluta na snímcích Hubblova vesmírného dalekohledu z roku 2012 s naznačenými oběžnými drahami

Čtvrtý měsíc Pluta, Kerberos, objevil tým amerických astronomů v čele s Markem Showalterem z Institutu SETI. Objev satelitu, který nalezli na snímcích Hubblova vesmírného teleskopu, když pátrali po případných prstencích Pluta, byl oznámen 20. července 2011. Průměr tělesa, nacházejícího se mezi oběžnými dráhami Nix a Hydry, se odhaduje na 13 až 34 km a poloměr dráhy na 59 000 km. Kerberos je desetkrát méně jasný než měsíc Nix, takže pro jeho zachycení na fotografiích byla nutná osmiminutová expozice.
Stejný tým objevil také zatím poslední Plutův měsíc, Styx. Objev oznámila NASA 11. července 2012. Usuzuje se, že satelit je nepravidelného tvaru, s průměrem 10 až 25 km a poloměrem dráhy přibližně 46 000 km.
| Pluto a jeho satelity | Pluto a jeho satelity | Pluto a jeho satelity | Pluto a jeho satelity | Pluto a jeho satelity                   | Pluto a jeho satelity           |
| Jméno                 | Rok objevu            | Průměr (km)           | Hmotnost (kg)         | Poloměr oběžné dráhy (km od barycentra) | Doba oběhu kolem barycentra (d) |
| --------------------- | --------------------- | --------------------- | --------------------- | --------------------------------------- | ------------------------------- |
| Pluto                 | 1930                  | 2 306                 | 1,305×1022            | 2 040                                   | 6,3872                          |
| Charon                | 1978                  | 1 205                 | 1,52×1021             | 17 530                                  | 6,3872                          |
| Nix                   | 2005                  | 91                    | 4×1017                | 48 708                                  | 24,856                          |
| Hydra                 | 2005                  | 114                   | 8×1017                | 64 749                                  | 38,206                          |
| Kerberos              | 2011                  | 13–34                 | ?                     | ~59 000                                 | 32,1                            |
| Styx                  | 2012                  | 10–25                 | ?                     | ~46 000                                 | 20,2 ± 0,1                      |

## Teorie o původu tělesa

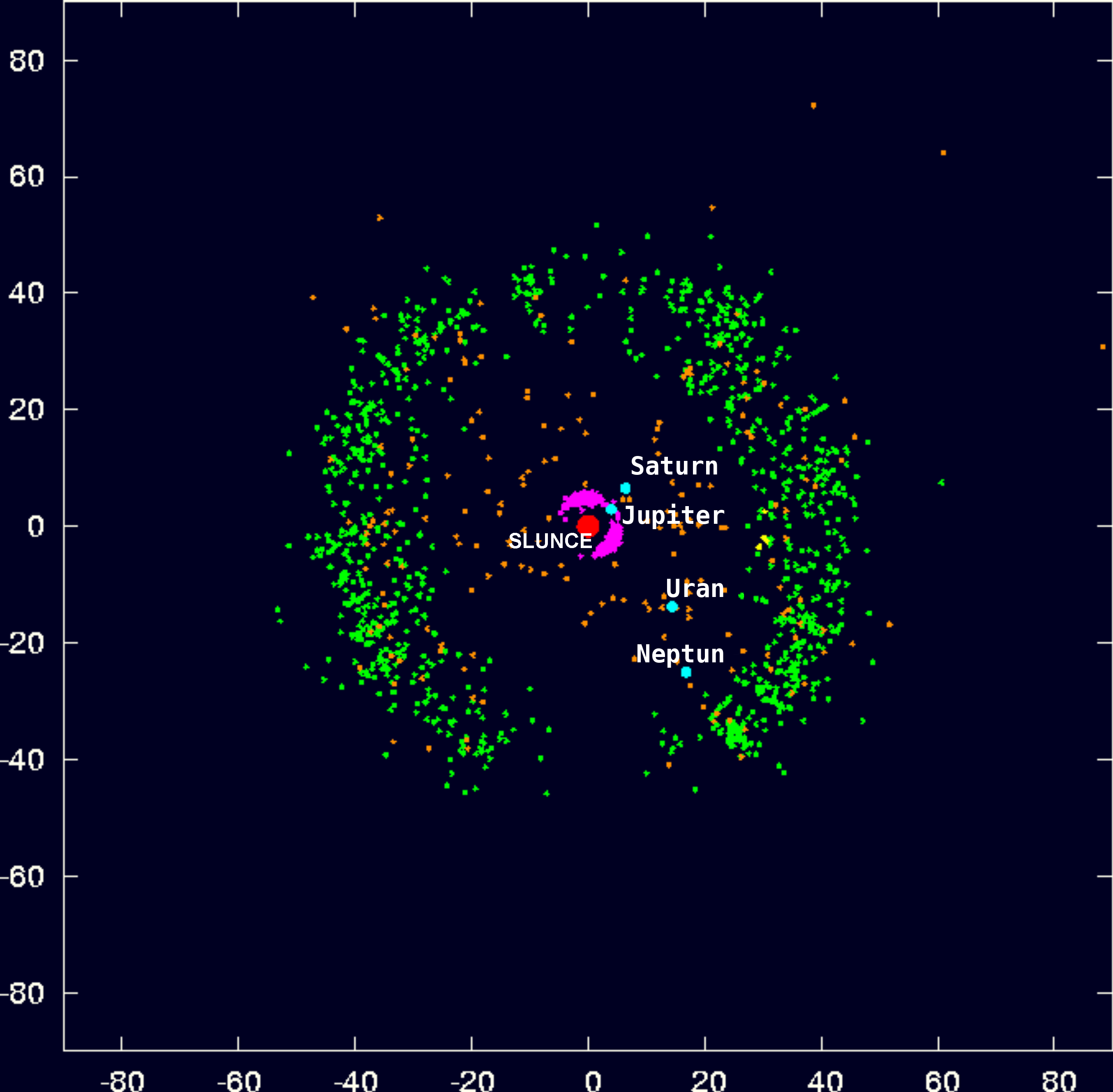
Známé objekty vnější části sluneční soustavy dle údajů z Minor Planet Center. Tělesa vlastního Kuiperova pásu jsou zobrazena zeleně, rozptýlené objekty oranžově, čtyři vnější planety modře, několik známých Neptunových trojánů žlutě a Jupiterovi trojáni růžově. Rozptýlené objekty mezi Sluncem a Kuiperovým pásem se nazývají kentauři.

Původ Pluta astronomy dlouho mátl. Jedna hypotéza předpokládala, že se jedná o bývalý měsíc Neptunu, který z oběžné dráhy kolem této planety vymrštil její největší současný měsíc Triton. Tahle myšlenka se však neujala, neboť Pluto se na své dráze kolem Slunce Neptunu nikdy nepřibližuje.
Skutečné místo Pluta mezi tělesy sluneční soustavy začalo být jasnější po roce 1992, kdy astronomové postupně nalézali další malá transneptunická tělesa, která se Plutu podobala nejenom svou oběžnou dráhou, ale také rozměry a složením. Astronomové proto dospěli k závěru, že Pluto je jen největším členem tzv. Kuiperova pásu, poměrně stabilního prstence sestávajícího z těles obíhajících Slunce ve vzdálenosti 30 až 50 astronomických jednotek. Podobně jako jiná tělesa Kuiperova pásu, i Pluto má některé vlastnosti společné s kometami, jež rovněž pocházejí z oblastí ležícími za oběžnou dráhou Neptunu. Pokud by se Pluto nacházel ve stejné vzdálenosti od Slunce jako Země, vyvinul by se u něj typický kometární ohon.
Ačkoliv Pluto je největším známým současným tělesem Kuiperova pásu, nebylo tomu tak zřejmě vždy. Např. Neptunův měsíc Triton, který je o něco větší než Pluto, má natolik podobné geologické i atmosférické složení, že to astronomy vede k domněnce, že se jedná o bývalé těleso Kuiperova pásu, které později Neptun na své oběžné dráze zachytil. Rovněž Eris, dnes objekt rozptýleného disku, může pocházet ze stejné populace těles.
Některá velká tělesa Kuiperova pásu včetně Pluta obíhají kolem Slunce v dráhové rezonanci 3:2 s Neptunem. Pluto jako jejich největší představitel jim také dal název – plutina.
Pluto je zřejmě, podobně jako i ostatní tělesa Kuiperova pásu, jednou z planetesimál, které ve sluneční soustavě ještě zbyly z dob, kdy se tato soustava teprve utvářela v protoplanetárním disku, a které navzájem nesplynuly v plnohodnotné planety. Většina astronomů se shoduje, že jeho současná pozice je výsledkem relativně náhlé migrace Neptunu v raných dobách vývoje sluneční soustavy. Během svého postupu z vnitřnější oblasti soustavy směrem ven se Neptun dostával do blízkosti objektů v předchůdci dnešního Kuiperova pásu. Jeden z nich zřejmě zachytil na své oběžné dráze (Triton), jiné uzamkl v dráhových rezonancích a další vymetl na chaotické dráhy. Tento scénář vyplynul z počítačového modelu, sestaveného roku 2004 astronomy francouzské Observatoire de la Côte d'Azur, známém jako model z Nice. Je tedy možné, že Pluto původně obíhal po téměř kruhové dráze ve vzdálenosti kolem 33 astronomických jednotek od Slunce. Z modelu také vyplývá, že v původním planetesimálním disku mohlo být kolem tisíce těles podobné velikosti, jako má Pluto, včetně Tritonu a Eris. Tento závěr také lépe vysvětluje vznik jeho měsíce Charonu, neboť srážka Pluta s jiným velkým tělesem, která tomu zřejmě předcházela, je v současném řídkém Kuiperově pásu velmi nepravděpodobná.

## Pozorování ze Země
Při střední opozici je hvězdná velikost Pluta jen 13,6. Maximální jasnost při jeho největším přiblížení k Zemi může být ještě o magnitudu vyšší. Naopak v aféliu své dráhy, a zároveň v konjunkci je jeho hvězdná velikost 15,9. K jeho pozorování je vždy potřeba větší astronomický dalekohled. Jeho zdánlivý průměr může být maximálně 0,3 obloukové vteřiny, proto je téměř nemožné vidět ho jako kotouček. K nalezení Pluta na obloze jsou zapotřebí detailnější hvězdné mapy.
Pro velký sklon své dráhy k ekliptice, který je až 17,15° se Pluto může pohybovat mnoha jinými souhvězdími, jako jsou souhvězdí zvěrokruhu. Jeho zdánlivý pohyb na obloze je velmi pomalý. Od prosince 2006 se nachází v souhvězdí Střelec a setrvá v něm až do začátku března 2023.

## Výzkum Pluta

První snímky Pluta pořízené sondou New Horizons

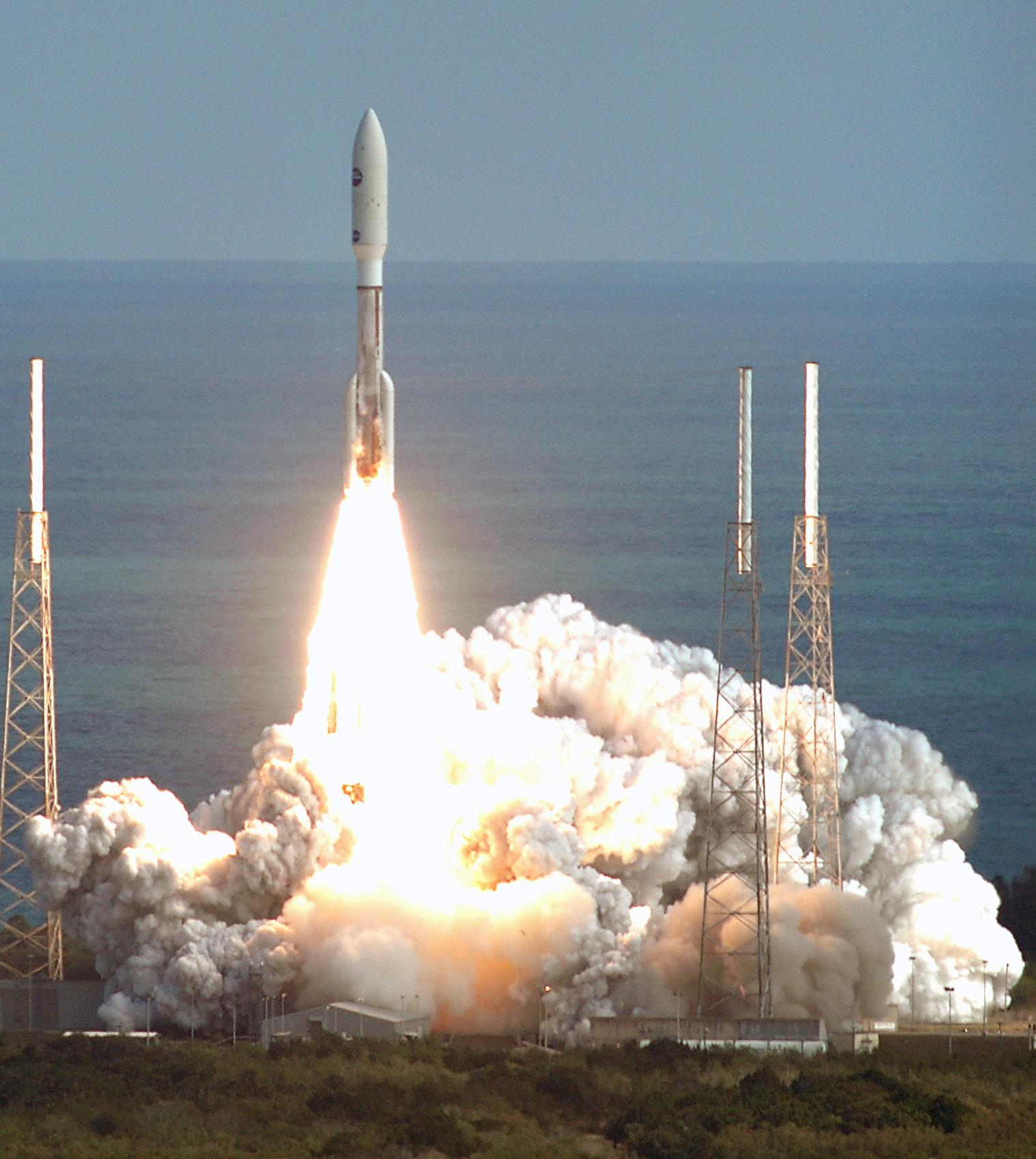
Start rakety Atlas V 551 se sondou New Horizons 19. ledna 2006

Pluto představuje pro vesmírný let vzhledem ke své malé hmotnosti a obrovské vzdálenosti velkou výzvu. Jako první měla možnost těleso navštívit sonda Voyager 1, ovšem její řídící středisko místo toho dalo přednost průletu kolem Saturnova měsíce Titan, který byl neslučitelný s trajektorií potřebnou na průlet kolem Pluta. Další sonda, která se dostala do vnějších oblastí sluneční soustavy, byl Voyager 2, ovšem ani jeho dráha letu se k Plutu nijak nepřibližovala. První seriózní úvahy o výzkumu Pluta vesmírnou sondou se tak objevily až v posledním desetiletí 20. století, kdy NASA začala plánovat misi k Plutu a Charonu, později nazvanou Pluto Kuiper Express. Roku 2000 však byla z rozpočtových důvodů odvolána.
Již následujícího roku však začali pracovníci NASA plánovat misi novou, takže 19. ledna 2006 se nakonec k Plutu podařilo vyslat vesmírnou sondu New Horizons.
Roku 2007 sonda minula Jupiter, kde využila efektu gravitačního praku, který zrychlil její let. Největšího přiblížení k Plutu sonda dosáhla 14. července 2015, 11:49:57 GMT. Vědecká pozorování tělesa však bylo možné zahájit již o pět měsíců dříve a trvá ještě další měsíc po plánovaném setkání. První snímky vzdáleného Pluta sonda pořídila v rámci testu dlouhofokální kamery LORRI (Long Range Reconnaisance Imager) v září 2006. Snímky, pořízené ze vzdálenosti asi 4,2 miliardy kilometrů, potvrzují, že sonda je schopna zaměřit i vzdálený cíl, což je velmi důležité pro její směrování k Plutu a jiným objektům Kuiperova pásu.
New Horizons má na palubě přístroje, které umožní např. pořizování obrazových záznamů či provádění spektroskopických analýz, díky čemuž bude možné studovat geologii a morfologii Pluta i jeho měsíce Charonu, zmapovat složení jejich povrchu a analyzovat atmosféru Pluta.
Objevy nových malých měsíců mohou znamenat pro sondu nepředvídané komplikace. Podle některých úvah mohl materiál vyvržený při případných kolizích mezi tělesy Kuiperova pásu a těmito měsíci, které mají jen velmi malou gravitaci a tím i únikovou rychlost, vytvořit slabý prachový prstenec. Pokud by zkřížil sondě cestu, znamenalo by to zvýšené riziko škod způsobených mikrometeoroidy, které by sondu mohly vyřadit z provozu.

### Průlety kosmických sond
| Název        | Datum       |
| ------------ | ----------- |
| New Horizons | 14. 7. 2015 |

## Spory kolem klasifikace

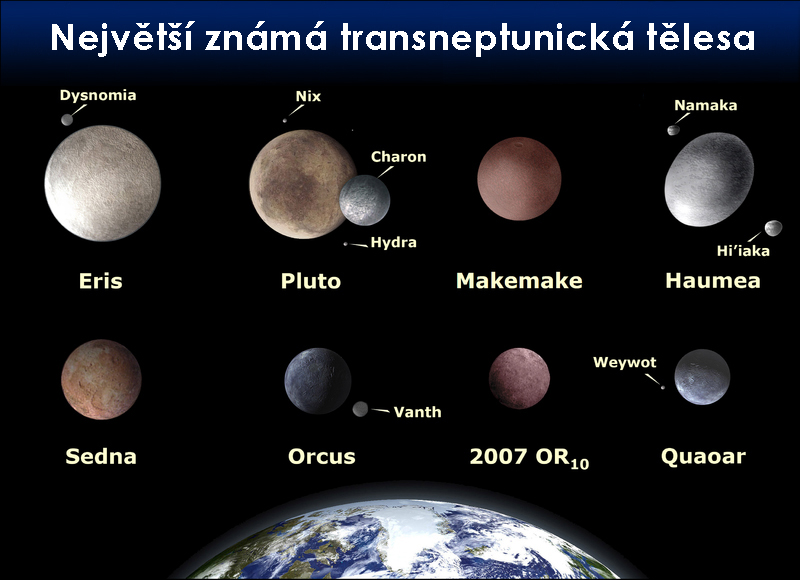
Největší známá transneptunická tělesa v porovnání se Zemí

Pluto je v současné době řazen mezi trpasličí planety, případně plutoidy (tj. trpasličí planety za oběžnou dráhou Neptunu). Patří mezi tělesa Kuiperova pásu, přesněji mezi tzv. plutina, tj. objekty obíhající Slunce v dráhové rezonanci 2:3 s Neptunem.
Krátce po svém objevu byl označen za planetu, ovšem po objevu dalších transneptunických těles se objevila otázka, zda nemá být spíše považován za jejich řadového člena. Některá muzea a planetária začala veřejnosti představovat modely sluneční soustavy, v nichž již Pluto mezi planetami nefiguroval, což vzbuzovalo kontroverze.
Roku 2002 byl objeven Quaoar, o němž se v té době soudilo, že jeho průměr je přibližně 1280 kilometrů, téměř polovina průměru Pluta. Roku 2004 zase objevitelé Sedny odhadli její průměr až na 1800 km, tedy velmi blízko hodnotě průměru Pluta, přesahující 2300 km. Sílily proto názory, že Pluto by měl být označen jen za jeden z objektů Kuiperova pásu, podobně jako astronomové přestali za planety považovat Ceres, Pallas, Juno a Vestu, když objevili, že mezi Marsem a Jupiterem je celý pás planetek jim blízkých rozměrů. Roku 2003 o tom astronomové hlasovali na 25. valném shromáždění Mezinárodní astronomické unie v Sydney, ovšem návrh neprošel.
29. července 2005 byl oznámen objev Eris, u níž byl zjištěn podobný průměr, jako má Pluto. Objevitelé i tisk ji v té době označili za desátou planetu sluneční soustavy, ovšem obecně mezi astronomy v tom žádná shoda nepanovala. Mnozí to naopak považovali za nejsilnější argument pro přeřazení Pluta mezi planetky.
Debatu nakonec ukončilo 26. valné shromáždění Mezinárodní astronomické unie, konané 14. – 26. srpna 2006 v Praze, na němž byla přijata nová definice planety. Zásadní podmínkou, která Pluto z této skupiny vyřadila, byl požadavek, že těleso musí vládnout dostatečnou gravitací, aby vyčistilo okolí své oběžné dráhy od jiných těles. Součástí rozhodnutí byl i výslovný výčet uznaných planet, mezi nimiž Pluto nebyl jmenován. Naopak, toto těleso bylo přímo označeno za prototyp nově ustanovené kategorie těles, trpasličích planet. 13. září 2006 pak IAU oficiálně zahrnula obě největší transneptunická tělesa do svého katalogu planetek pod označením (134340) Pluto a (136199) Eris.
Změna klasifikace vyvolala mezi astronomy také určitý odpor. Alan Stern, vedoucí vědeckého týmu řídícího let sondy New Horizons, rozhodnutí výslovně odmítl s tím, že podle nové definice by nebyly planetami ani Země, Mars, Jupiter či Neptun, neboť se v okolí jejich drah vyskytují některé planetky. Podle něj rozhodnutí ani neodráží vůli astronomické komunity, neboť pro něj hlasovalo méně než pět procent astronomů. Na druhou stranu např. Michael Brown, objevitel Eris, rozhodnutí IAU podpořil.
Ve Spojených státech se k protestům přidali i někteří politici. Několik členů Kalifornského zákonodárného shromáždění předložilo rezoluci, v níž mj. obvinili IAU z „vědeckého kacířství“. Poslanci Sněmovny reprezentantů Nového Mexika přijali rezoluci, v níž vzdali čest Clydu Tombaughovi, objeviteli Pluta, v níž se mj. uvádělo, že Pluto bude vždy považován za planetu, a 13. březen 2007 (výročí objevu) byl prohlášen za Den planety Pluto. O dva roky později schválil podobnou rezoluci illinoiský senát, který požadoval, aby Plutu byl navrácen jeho původní status a současně určil za den Pluta 13. březen 2009.
Diskuse o statusu Pluta nevyhasly ani v následujících letech, ve Spojených státech se o něm debatovalo ještě v říjnu 2014.